# Elecciones generales de Samoa de 1964
Las elecciones generales de Samoa se llevaron a cabo el 4 de abril de 1964, dos años después de la independencia, en enero de 1962. En el país no existían los partidos políticos, por lo que todos los candidatos se presentaron como independientes, y el voto solo estaba permitido para los Matai y otros ciudadanos de origen no indígena o mixto ("votantes individuales"). En el parlamento, 45 de los parlamentarios eran elegidos por los Matai y dos por los demás ciudadanos. Fiame Mata'afa Faumuina Mulinu'u II fue elegido Primer ministro.

## Resultados
| Partido                  | Votos | %   | Escaños |
| ------------------------ | ----- | --- | ------- |
| Independientes           | 4.967 | 100 | 47      |
| Votos en blanco/anulados | 83    | -   | -       |
| Total                    | 5.050 | 100 | 47      |
| Fuente: Nohlen et al.    |       |     |         |